# Helicidae
Los helícidos (Helicidae) son una familia de gasterópodos terrestres que incluye la mayoría de los caracoles comunes en Europa.
Muchas especies son comestibles y se recolectan o se crían activamente; entre ellas destacan: Helix aspersa, Helix pomatia, Otala punctata, Otala lactea, Iberus gualtieranus alonensis, Theba pisana, Cepaea nemoralis, etc.

## Taxonomía

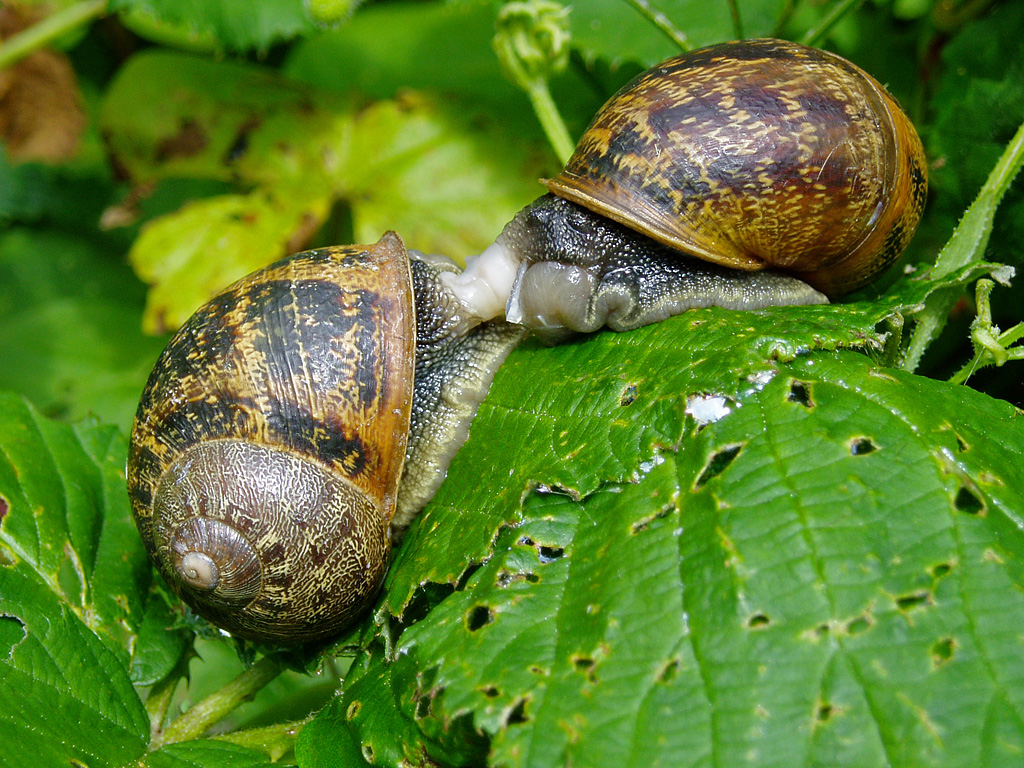
Cornu aspersum.

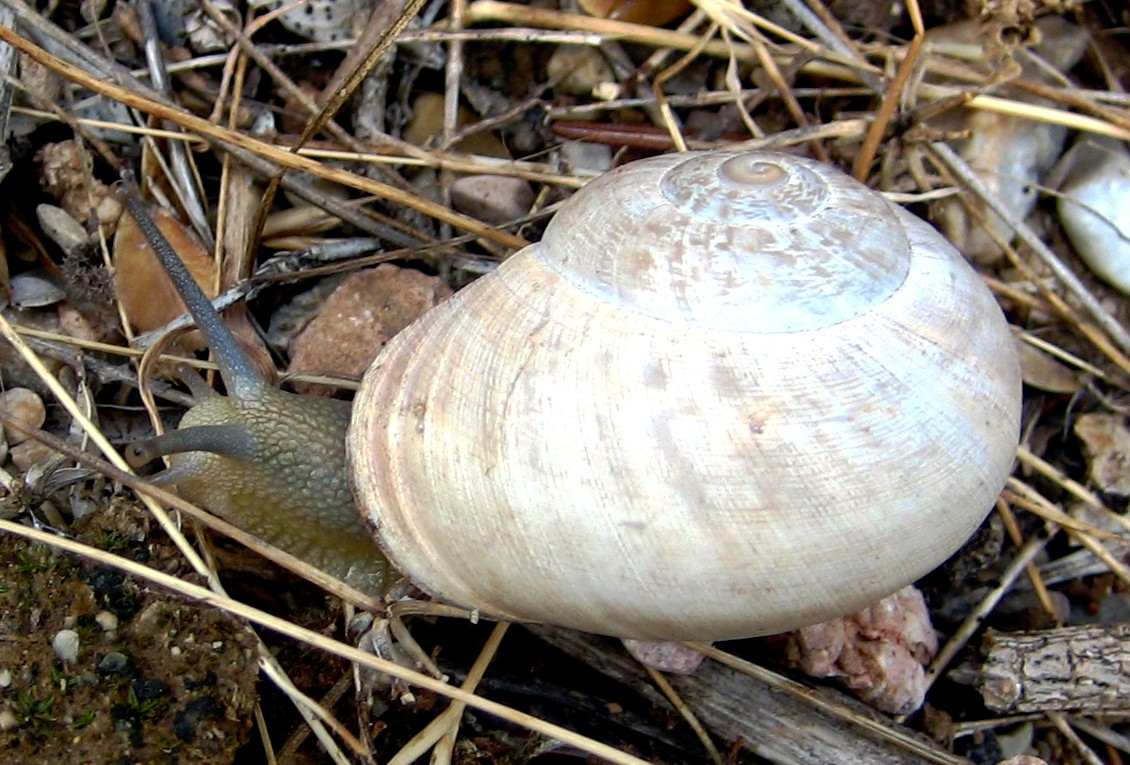
Iberus gualtieranus alonensis.

Según Fauna Europaea y Taxonomy Browser,
los helícidos incluyen las siguientes subfamilias, tribus y géneros:
Subfamilia Ariantinae
Arianta
Causa
Chilostoma
Cylindrus
Drobacia
Faustina
Helicigona
Isognomostoma
Vidovicia
Subfamilia Helicinae
- Tribu Euparyphini

Theba
- Tribu Helicini

Allognathus
Assyriella
Cantareus
Cepaea
Codringtonia
Cornu
Eobania
Helix
Hemicycla
Iberus
Idiomela
Lampadia
Leptaxis
Levantina
Otala
Pseudotachea
Tyrrhenaria
- Tribu Murellini

Macularia
Marmorana
Tacheocampylaea
Tyrrheniberus